# Kęty
Kęty – miasto w województwie małopolskim, w powiecie oświęcimskim, siedziba gminy miejsko-wiejskiej Kęty.
Kęty to miasto o charakterze handlowo-przemysłowym, położone na Podgórzu Wilamowickim (na północ od Beskidu Małego), w dolinie rzeki Soły.
Według danych GUS z 1 stycznia 2024 r. miasto liczyło 17 669 mieszkańców. Układ urbanistyczny Kęt został wpisany do rejestru zabytków województwa małopolskiego.
Kęty uzyskały lokację miejską przed 1267 rokiem. Miasto królewskie starostwa oświęcimskiego w powiecie śląskim województwa krakowskiego w końcu XVI wieku.

## Położenie geograficzne
Kęty położone są w Kotlinie Oświęcimskiej, w dolinie rzeki Soły, na jej stożku napływowym. Od zachodu dolinę rzeki zamyka Wysoczyzna Wilamowicka, od wschodu Wysoczyzna Osiecka, które są częścią Wysoczyzn Przykarpackich, będących południowym krańcem Kotliny Oświęcimskiej. 
Kęty należą do podkarpackiej strefy klimatycznej. Miasto położone jest na skrzyżowaniu dróg biegnących z Krakowa do Bielska-Białej i ze Śląska przez Oświęcim do Żywca. W latach 1975–1998 Kęty administracyjnie należały do woj. bielskiego.

## Nazwa
Polska nazwa Kęty, po raz pierwszy wzmiankowana jako Canthi (1242), wywodzi się zapewne od słowa kąt i ma związek z położeniem miasta, oddalonym we wczesnym średniowieczu od innych skupisk ludności. Żywiecki wójt Andrzej Komoniecki w swoim „Dziejopisie Żywieckim” na początku XVIII w. zapisał: To miasteczko Kęty stąd nazwane jest, że książęta oświęcimskie, gdy na łów jeżdżały, to miejsce Kątami nazywali, mówiąc: jedźmy do Kąt. W 1368 pojawiła się niemiecka nazwa Libinwerde, później Libenwerde (1391) i Kanthi alias Libenwerd (1428), która była zbitkiem dwóch średnio-wysoko-niemieckich słów o znaczeniu zbliżonym do etymologii miasta Bad Liebenwerda, gdzie końcówka -werd(e) odnosi się do wyspy rzecznej (ostrowu). W języku wilamowskim Łiwert. Współczesna nazwa miasta w języku niemieckim to Kenty, a tradycyjna nazwa w języku czeskim brzmi Kúty.

## Herb
„Dziejopis Żywiecki” Komonieckiego przytacza legendę dotyczącą pochodzenia herbu Kęt: Gdzie w tym miejscu w lasach naleziono orlicę, która w gniaździe na trzech jajach siedziała i na tym miejscu miasteczko założono nazwawszy Kąty. Dawszy książę temu miastu za herb pół orła i trzy jaja. Obraz herbu z czasem ewoluował, ale jego podstawowe elementy pozostały zgodne z legendą. Najstarszy wizerunek herbu zachował się do dziś na pieczęci miejskiej z 1421 roku.

## Historia

### Średniowiecze

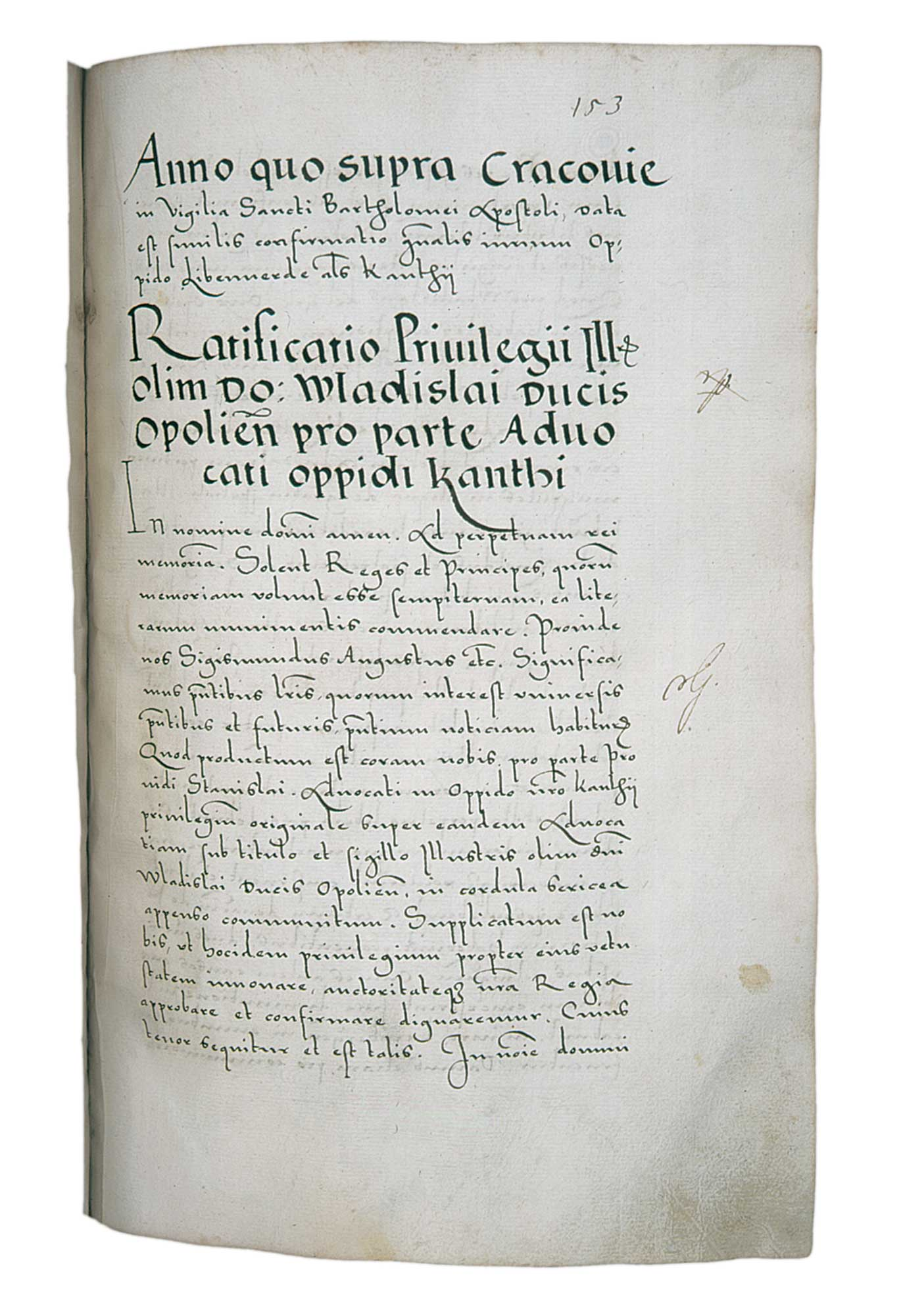
Akt sprzedaży wójtostwa w Kętach z 1277 r., jeden z najstarszych dokumentów wzmiankujących miasto

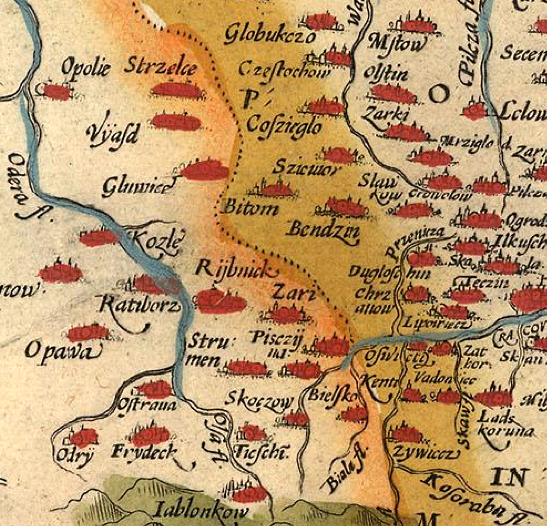
Kęty w granicach Korony Królestwa Polskiego jako Kenti na mapie Wacława Grodzieckiego wydrukowanej w 1592 roku

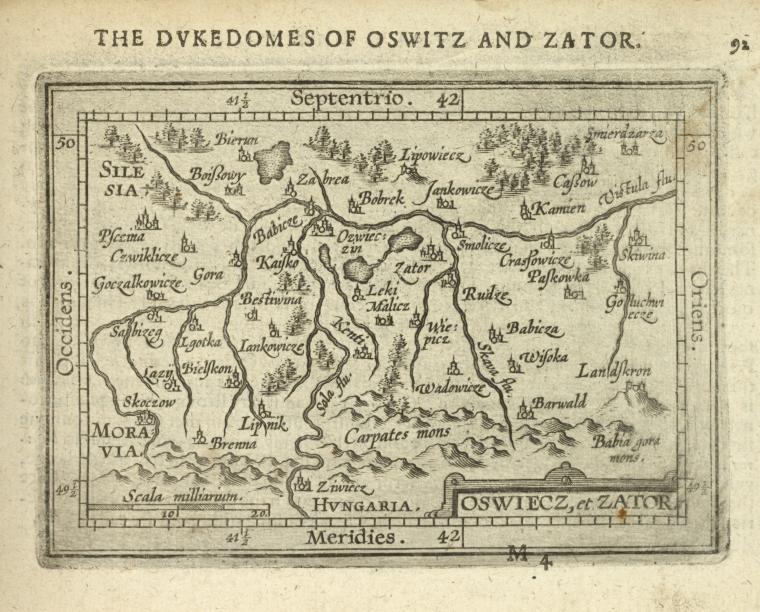
Kęty jako „Kenti” na mapie Księstwa Oświęcimskiego i Zatorskiego – mapa Abrahama Orteliusa z 1603

Pierwszym dokumentem, w którym wzmiankowano Kęty, było potwierdzenie nadania klasztorowi benedyktyńskiemu w Staniątkach przez Klemensa z Ruszczy zespołu własności, w tym wsi Kanthi, pochodzące z 1238 r. Dokument ten wydany był przez Wisława z Kościelca, biskupa krakowskiego. Dokument ten był jednak sfałszowany na początku XIV wieku, a pierwsza pewna wzmianka pochodzi z 1242 w postaci Canthi Można przypuszczać, że istniały one już nieco wcześniej jako osada wiejska, przy lokalnej drodze w kasztelanii oświęcimskiej z Oświęcimia do Kotliny Żywieckiej.
W 1260 r. klasztor w Staniątkach przekazał wieś Kęty wraz z Czeladzią księciu Władysławowi opolskiemu w zamian za wieś Brokot, co odnotował średniowieczny dokument z 28 maja tego roku wydany w Raciborzu. Siedemnaście lat później, w 1277 r., Władysław opolski nadał braciom Arnoldowi, Rudgierowi i Piotrowi wójtostwo in Cant, potwierdzając jednocześnie nabycie przez tych braci prawa wójtostwa od niejakiego Szymona. Książę nadał jednocześnie Kętom pola uprawne, pastwiska i prawo do połowu ryb w Sole. Wydanie tego dokumentu łączy się z lokacją miejską Kęt na prawie lwóweckim, czyli na wzór Lwówka Śląskiego. W dokumencie książęcym wzmiankowany jest kościół parafialny, w 1326 wzmiankowano parafię Kant i proboszcza Albertus, w administracji kościelnej do dekanatu oświęcimskiego. Nowe miasto zostało w dużej mierze zasiedlone przez przybyszów z Niemiec, obok nazwy polskiej używano też nową nazwę niemiecką: Libinwerde (1368), Libenwerde (1391), Libenwerd (1429). Również wśród mieszkańców przewijały się nazwiska pochodzenia niemieckiego (Peter Gleczer, Peter Honnig, Martin Schneider), stąd można założyć, że przez pewien czas miejscowość stanowiła część bielskiej wyspy językowej.
Miejscowa parafia katolicka została również wzmiankowana w spisie świętopietrza parafii dekanatu Oświęcim diecezji krakowskiej z 1326 pod nazwą Kant.
W 1391 r. książę Jan III oświęcimski nadał Kętom (Libenwerde), prawa miejskie magdeburskie, identyczne z tymi, jakie posiadał Oświęcim. W dokumencie tym książę nadaje miastu las zwany Burgerwalt, prawo do karczowania lasów pod pola uprawne, urządzania chmielników i sadzawek rybnych, prawo zakładania w rynku kramów solnych, a również zwalnia miasto z ceł.
Około 1397 r. urodził się w Kętach Jan Wacięga, późniejszy profesor Uniwersytetu Jagiellońskiego i święty Kościoła katolickiego, znany jako Jan Kanty. W 1439 r. wzmiankowany był już jako Jan z Kęt, bakałarz teologii, kantor kolegiaty św. Floriana w Kleparzu pod Krakowem i pleban kościoła w Olkuszu.
W 1457 r. Janusz książę oświęcimski sprzedał Kęty wraz z Oświęcimiem, okolicznymi wsiami oraz warowniami Oświęcim i Wołek królowi polskiemu Kazimierzowi Jagiellończykowi za 50 000 grzywien. Tym samym Kęty stały się miastem królewskim. Władzę miejską stanowiło czterech rajców, z których dwaj byli wybierani przez mieszczan, dwaj wyznaczani przez starostę oświęcimskiego.
Nazwę miejscowości w zlatynizowanej formie Kanthy wymienia w latach (1470-1480) Jan Długosz w księdze Liber beneficiorum dioecesis Cracoviensis.
Około 1480 r. miasto posiadało murowany kościół pw. św. Małgorzaty, 40 łanów upraw miejskich, 3 łany i młyn należące do wójta, łąki, lasy bukowe i 4 stawy rybne należące do plebana. Miasto pobierało cło od soli, sukna, koni i bydła. Trzy razy w roku odbywały się jarmarki: 13 lipca w dniu św. Małgorzaty, 14 września w święto Podwyższenia Krzyża i 25 listopada, w dniu św. Katarzyny. Cotygodniowy targ odbywał się w sobotę.

### Czasy nowożytne
W pierwszej dekadzie XVI w. doszło do zaostrzenia konfliktu z odwiecznym konkurentem Kęt, Oświęcimiem, na tle handlu solą. Skłócone miasta odwołały się do króla Zygmunta Starego, który wydał wyrok na korzyść Kęt. W 1519 r. ten sam monarcha ustanowił w mieście trzeci jarmark. Miał on przypadać na św. Katarzynę, 25 listopada. Poprzednie starsze, przy okazji potwierdzone, przypadały 13 lipca – w św. Małgorzaty oraz 14 września, w święto Podwyższenia Krzyża. Zatwierdził prawo do cotygodniowego targu i zwolnił przyjeżdżających do miasta z cła mostowego oraz innych opłat. Ustanowił także urząd burmistrza, powoływanego na sześć lat.
W 1529 r. w Kętach znajdowało się około 135 domów. Wśród mieszkańców znajdowali się rzeźnicy, stolarze, sukiennicy, krawcy (132 rzemieślników zrzeszonych w cechach), liczni hodowcy bydła (w liczbie 140) i 40 ubogich mieszczan – komorników. W latach 1558–1559 król Zygmunt August potwierdził statuty kęckich cechów krawców i sukienników. Ci ostatni mieli prawo pierwokupu w handlu wełną i suknem na kęckim rynku. Król zakazał jednocześnie sukiennikom ze Śląska handlowania w Kętach pod karą konfiskaty towaru –  mogli handlować w Kętach tylko suknem drugiej kategorii. Zakazał również przewożenia soli wielickiej przez Kęty – transport tego towaru miał odbywać się przez Oświęcim.
W 1564 r. księstwo oświęcimskie i zatorskie wcielono do Korony Królestwa Polskiego, równocześnie przyłączono je do województwa krakowskiego, jako powiat śląski, którego Kęty były największym miastem, liczącym ponad 1000 mieszkańców. XVI wiek był dla Kęt okresem rozwoju – powstawały kolejne cechy rzemieślnicze – kuśnierzy, piekarzy, kowali i wiele innych, założono łaźnie, szpital, młyny, folusz i tartak. Pod koniec wieku jednak miasto nawiedziła seria nieszczęść.  
W 1581 r. doszło do kolejnego konfliktu na tym tle z Oświęcimiem. Tym razem werdykt, znów na korzyść Kęt, wydał Stefan Batory. W mieście, oprócz handlu, doskonale rozwijało się rzemiosło. Funkcjonowało tu więcej warsztatów niż w okolicznych miastach, było ich bowiem 130, podczas gdy w Oświęcimiu – 74, w Wadowicach – 47, a w Zatorze – 60. Najliczniej reprezentowani byli: szewcy, garncarze, rzeźnicy, sukiennicy, piekarze, kowale, krawcy, bednarze, kuśnierze i piwowarzy.
W 1585 r. miała miejsce epidemia nieznanej choroby, od której zmarło 947 osób (liczba ta obejmuje przypuszczalnie również okoliczne wsie i miejscowości). 7 września 1652 r. przy ul. Czanieckiej (obecna Kościuszki) wybuchł pożar, który zniszczył kilkanaście domów. 
W 1609 r. doszło do tzw. wojny kęckiej, toczonej przez starostów: Komorowskiego z Oświęcimia i Podlaskiego z Zatora. Przedmiotem sporu było kilka wsi na granicy Żywiecczyzny, które Komorowski, nie szanujący prawa hulaka i awanturnik, chciał zabrać dla siebie. 10 listopada 1609 r. doszło pod Kętami do bitwy, wygranej przez starostę zatorskiego. Pokonany Komorowski stracił 80 ludzi.
W 1655 r. miasto padło łupem Szwedów najeżdżających Rzeczpospolitą – wojska szwedzkie złupiły je i poważnie zniszczyły. 25 listopada 1657 r. wybuchł kolejny pożar, tym razem większy, w wyniku którego zniszczone zostały domy przy Rynku i kościół parafialny. W wyniku tych klęsk szlachecki sejmik zatorski prosił króla o zwolnienie mieszczan kęckich z podatków w celu umożliwienia odbudowy, którą rozpoczęto zaraz po ostatnim pożarze.

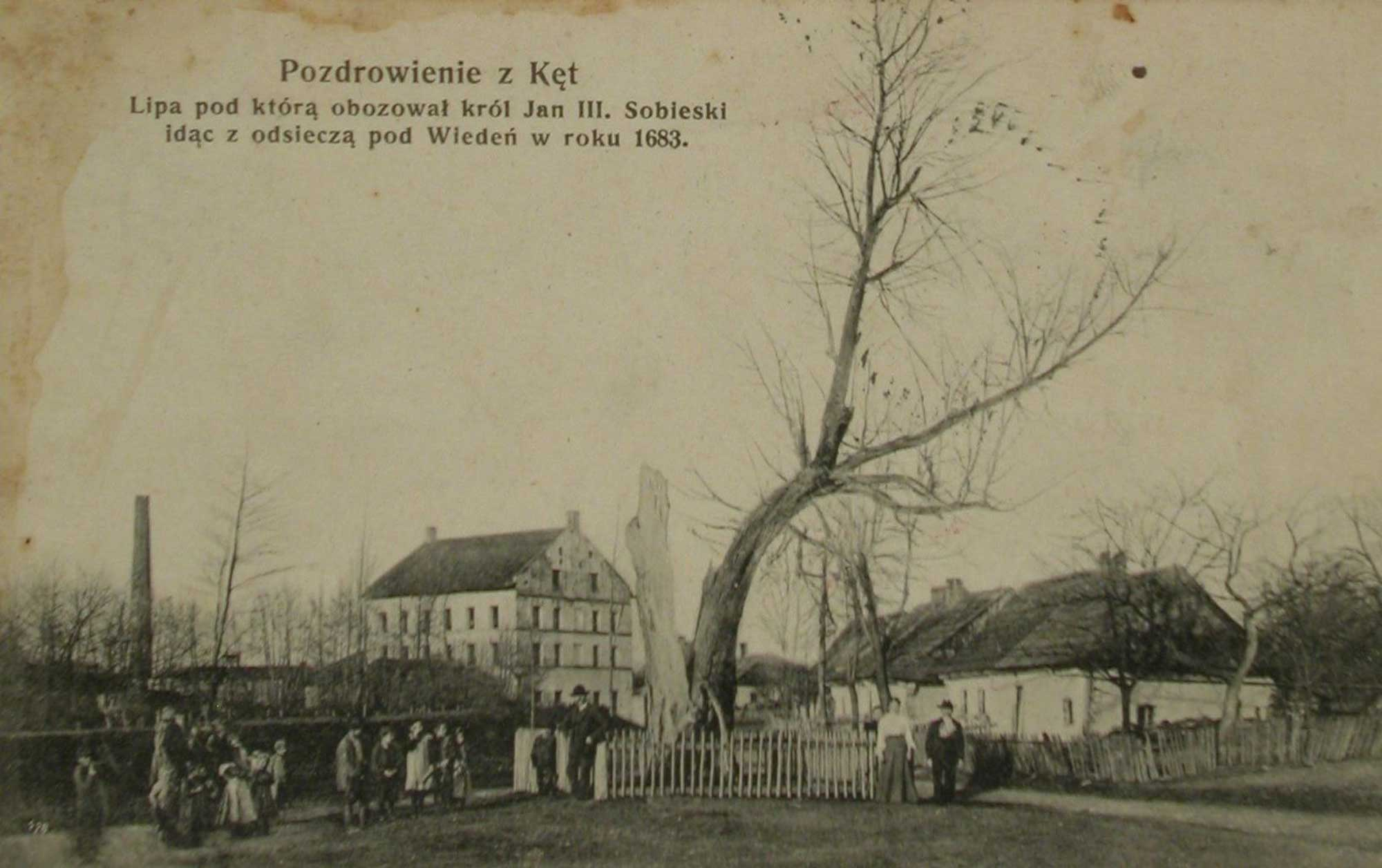
Miejsce obozu wojsk króla Jana III Sobieskiego na pocztówce z 1883 r. (sam Sobieski przez Kęty nie jechał)

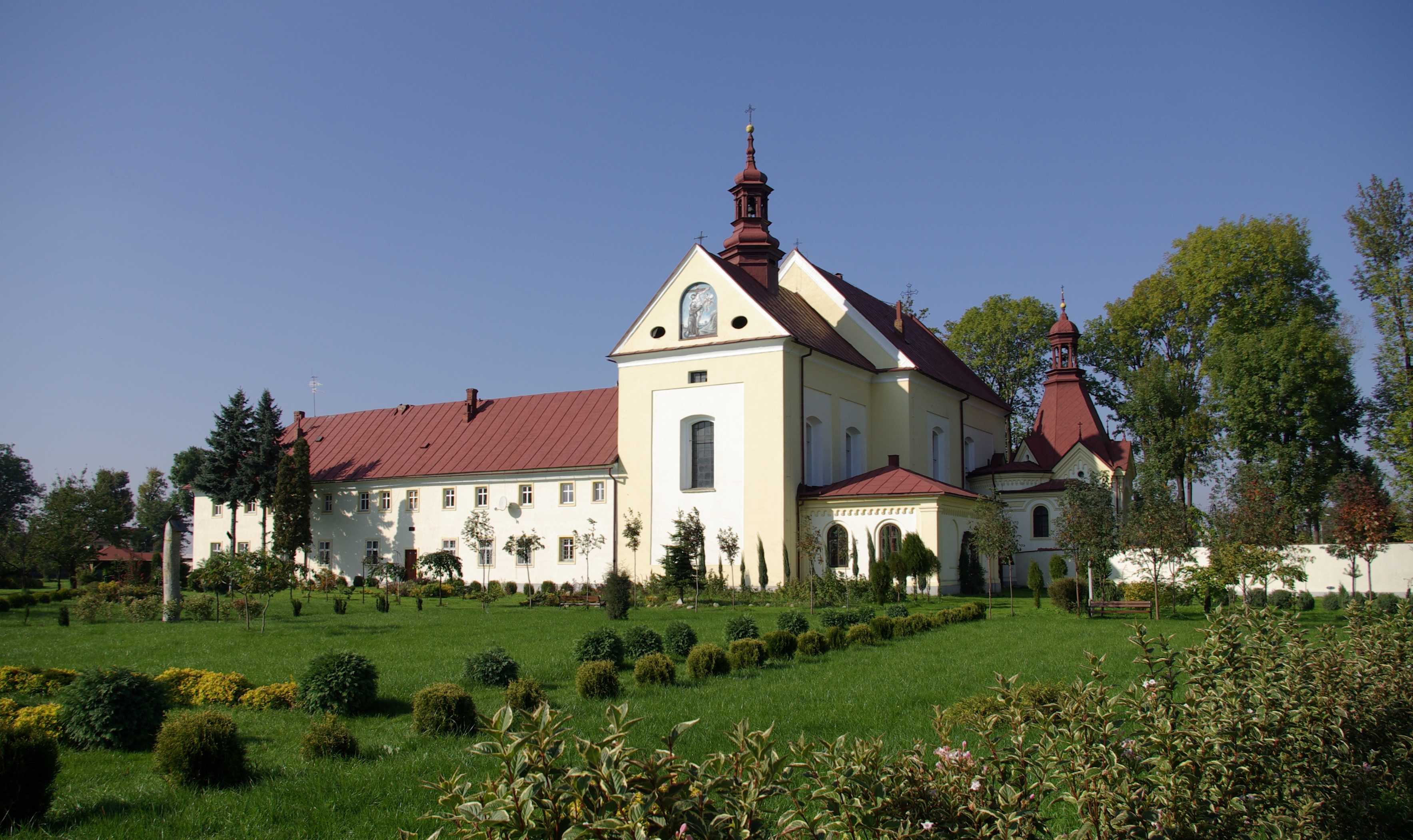
Klasztor Franciszkanów

W połowie XVII w. miasto zwiększyło swoją liczebność do około 800-1000 mieszkańców i powróciło do dawnego dobrobytu. Potwierdzają to dokumenty z tamtego okresu – pismo króla Jana III Sobieskiego z 20 kwietnia 1676 r. rozstrzygające spór kęczan z mieszczanami oświęcimskimi o handel solą, przyznające rację mieszczanom kęckim, oraz potwierdzenie statutu cechu krawieckiego nadające rzemieślnikom z Kęt możliwość handlu w całym kraju. W 1699 r. rozpoczęto budowę klasztoru Franciszkanów Reformatów. Fundatorami byli chorąży krakowski Jan z Żydowa Żydowski, burgrabia i krakowski pisarz grodzki Jan Zdanowski oraz kanclerz wielki koronny Jan Wielopolski. Następnego roku do Kęt sprowadzono już pierwszych zakonników, w 1705 r. założono fundamenty świątyni, w 1712 r. ukończono sklepienia, a 4 października 1714 r. kościół został poświęcony przez księdza Kazimierza Łubieńskiego, biskupa krakowskiego. W tym samym czasie trwała rozbudowa kaplicy św. Jana Kantego przy kościele parafialnym, fundowana przez Sykstusa Lubomirskiego. W 1722 r. ukończono nowy ołtarz w tej kaplicy, a poświęcono ją 14 czerwca 1724 r.
W pierwszej połowie XVIII w. w Kętach znajdowały się ulice Świętokrzyska, Kobiernicka, Doktorska (będąca przecznicą Kobiernickiej biegnącą ku Świętokrzyskiej) i Czaniecka. Nie istniała w obecnym kształcie jeszcze dzisiejsza ulica Mickiewicza, prowadząca w kierunku Nowej Wsi i Oświęcimia – nazywała się ona wówczas Kościelną, zakręcała niedaleko za kościołem parafialnym w stronę dzisiejszej ulicy Jana Kantego, która z kolei nosiła nazwę Oświęcimskiej lub Św. Ducha. W mieście działała szkoła przy kościele parafialnym, funkcjonowały warsztaty rzemieślnicze, dwa browary, młyn oraz folusz założony przy nowym klasztorze Reformatów. Niedługo później w mieście założono komorę celną.

### Okres zaborów

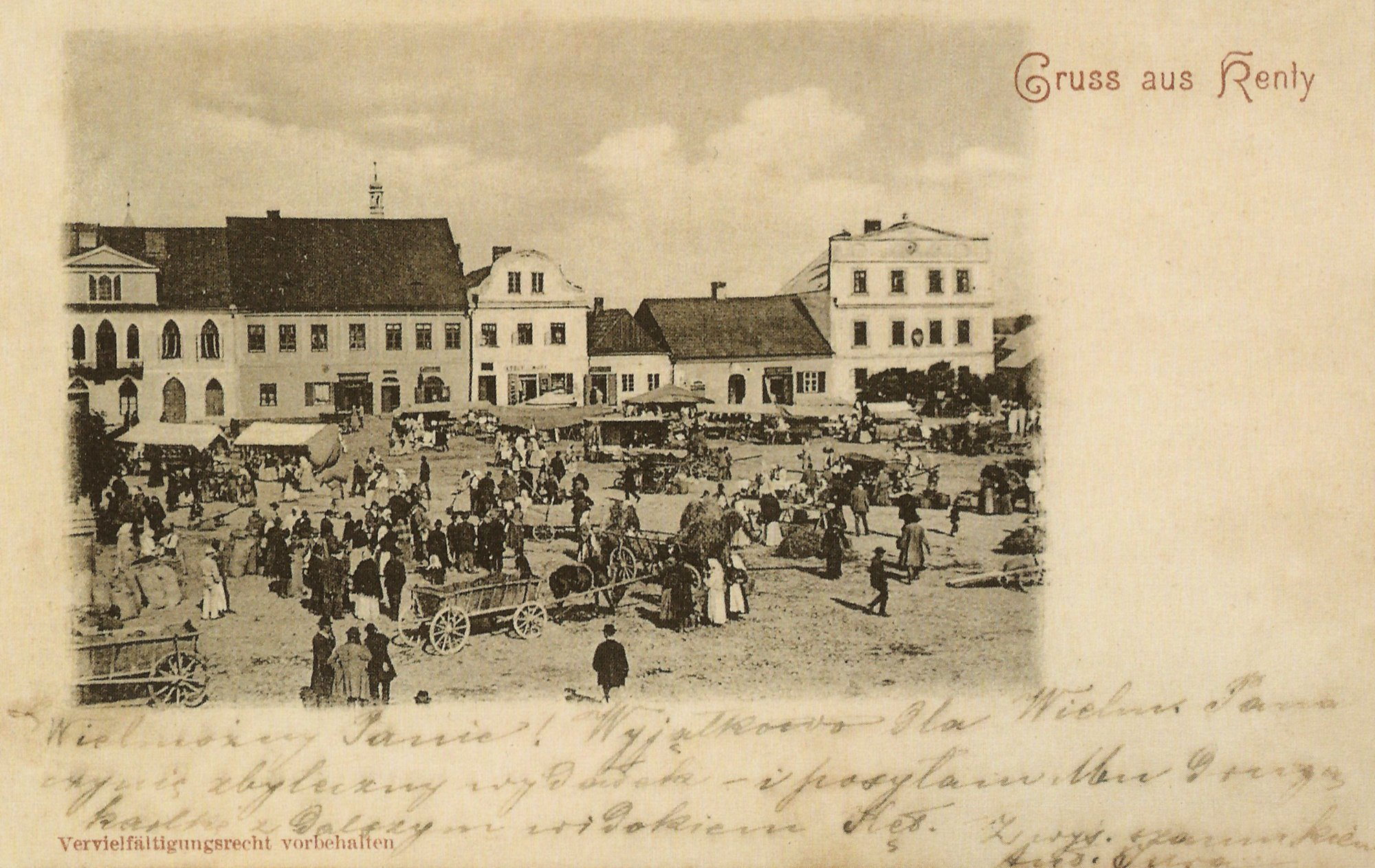
Rynek w Kętach pod koniec XIX w.

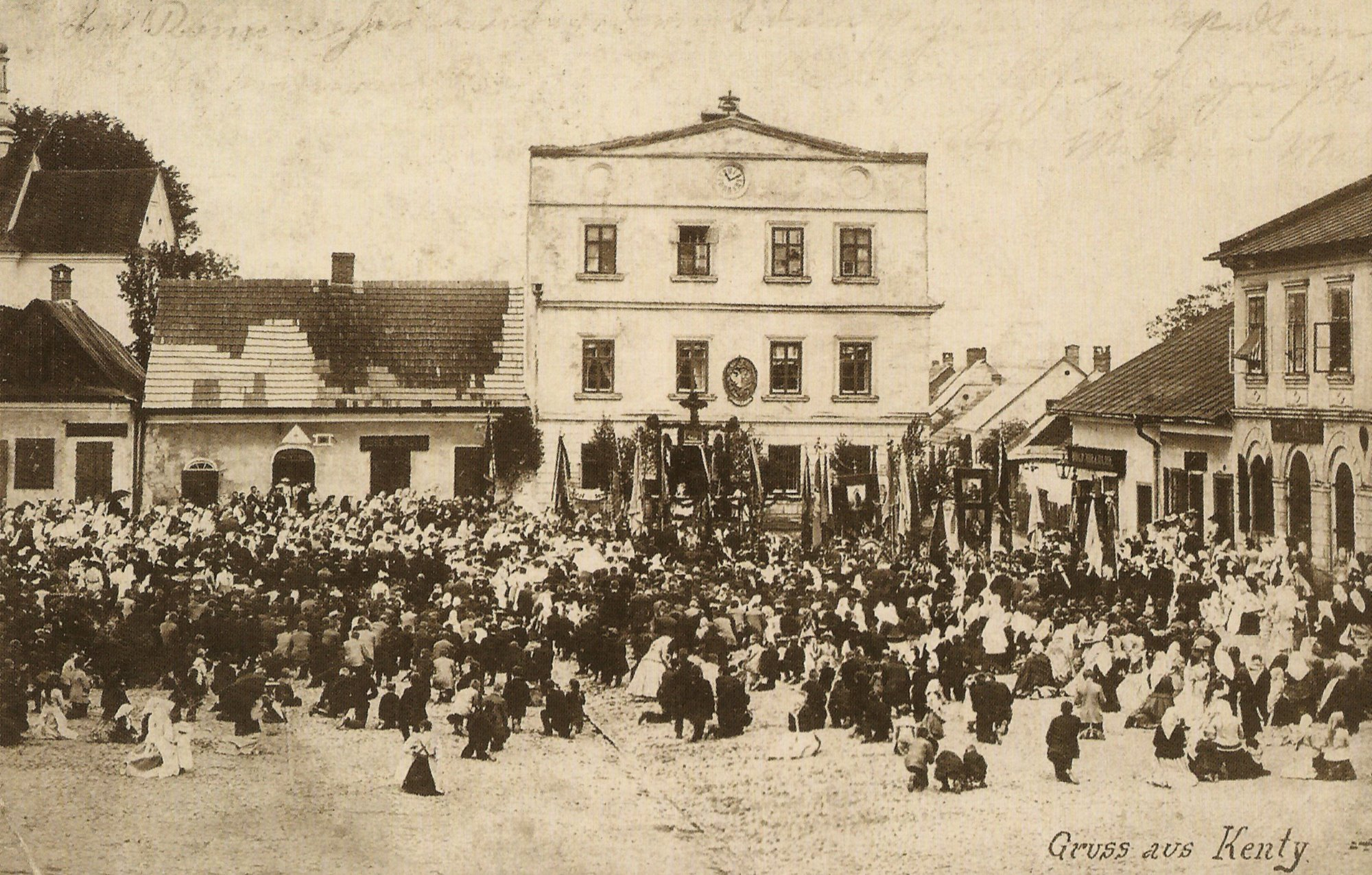
Procesja Bożego Ciała na Rynku w 1904 r.

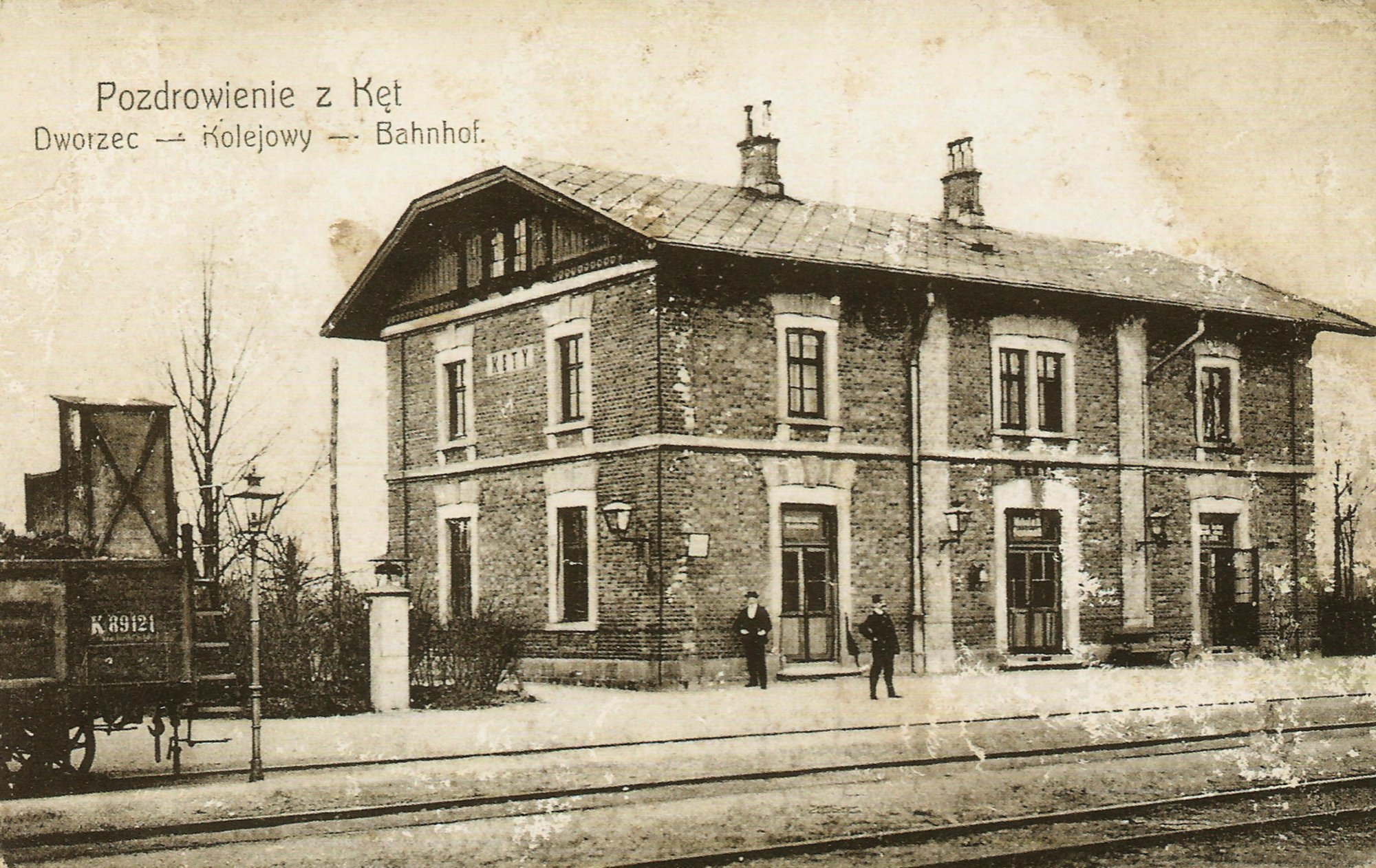
Dworzec kolejowy w Kętach, ok. 1905 r.

Koniec XVIII w., czas zaborów, był czasem niepokoju i dużych zmian w Kętach. 15 lipca 1768 r. na sejmiku w Kętach miejscowa szlachta podpisała akt przystąpienia do konfederacji barskiej. W latach 1768–1770 miasto przechodziło kolejno w ręce konfederatów i Rosjan, którzy w pewnym momencie dokonali najścia na klasztor reformatów. W wyniku pierwszego rozbioru Polski Kęty stały się częścią Cesarstwa Austrii jako część Galicji. Austriacy w latach 1772–1775 wykonali biegnący przez miasto tzw. Trakt cesarski, drogę prowadzącą z Wiednia, stolicy monarchii, do Lwowa, który stanowił stolicę królestwa Galicji, prowincji austriackiego cesarstwa. W latach 1790–1815 wytyczono też ulicę Mickiewicza, prowadząca do Oświęcimia i będącą częścią traktu prowadzącego z Austrii do terenów zaboru pruskiego. W ramach tzw. kasaty józefińskiej władze nakazały zamknięcie i rozbiórkę kęckich kościołów św. Krzyża, Bożego Ciała, Wszystkich Świętych oraz kaplicy bractwa różańcowego. Władze austriackie nadały Kętom 15 października 1793 r. przywilej cesarski, w którym ustanowiły herb miasta jako „tarcza podzielona wzdłuż, na prawym polu czerwonym biały półorzeł ze złotą koroną, w lewym niebieskim trzy jaja, pod jajami zielona wstęga Soły”. Miasto otrzymało prawo do posiadania samorządu miejskiego i do organizowania czterech ośmiodniowych jarmarków w roku.
28 czerwca 1797 r. wybuchł największy pożar w historii miasta, w wyniku którego zniszczona została prawie cała zabudowa, w tamtych czasach w większości drewniana, w tym ratusz. Ambroży Grabowski pisał o tym wydarzeniu:
„Dnia 29 czerwca 1797 w południe powstał pożar w stodole domu Klimka przy ulicy Kobiernickiej. Przy wielkim wichrze zachodnim pożar rozszerzył się na całe miasteczko, które ze wszystkim wygorzało wyjąwszy ulice, nie będące w kierunku wiatru. Wtedy zgorzał i dom mojej matki, wdowy przy ulicy Kościelnej stojący. Miasteczko spaliło się w ciągu kilku godzin. Kościół parafialny ocalał, ale spalił się dach na kościółku św. Jana Kantego. Zgorzał również ratusz z drzewa wśród rynku stojący i tylko niewiele domów ocalało od ognia.”
Po tym zdarzeniu władze zakazały całkowicie budowy w Kętach drewnianych domów, a odbudowa miasta trwała ponad 10 lat.
Kęty były w tym okresie miejscem licznych przemarszów wojsk, co wynikało z położenia przy głównym trakcie Galicji. W 1805 r., w czasie wojen napoleońskich, przechodziły tędy wojska rosyjskie, w 1813 r. wojska polskie pod dowództwem Józefa Poniatowskiego. Mieszkańcy Kęt uczestniczyli w powstaniach listopadowym i styczniowym.
W XIX w., mimo niespokojnych czasów, miasto szybko zwiększało swoją liczebność. W 1811 r. Kęty liczyły 3264 osób, w 1845 r. już 5000. Miasto w drugiej połowie XIX wieku.
W XIX w. w mieście zaczął się rozwijać przemysł – w 1845 r. powstała pierwsza przemysłowa przędzalnia wełny, w 1867 r. Franciszek i Edward Zajączkowie i Karol Lankosz założyli w Kętach pierwszą fabrykę sukna. W 1898 ukończono budowę szkoły podstawowej przy ul. Sobieskiego, w 1907 r. założono Męskie Seminarium Nauczycielskie – pierwszą w Kętach szkołę średnią. Pod koniec XIX wieku Kęty opisał Słownik geograficzny Królestwa Polskiego przedstawiając je jako schludne miasto średniej wielkości będące siedziba powiatu. Według spisu z 1871 roku liczyło ono 4365 mieszkańców wyznania rzymskokatolickiego oraz 13 protestantów i 66 izraelitów. W kolejnych 10 latach do miasta napłynęła liczna populacja żydowska. Według kolejnego spisu z 1881 roku miasto liczyło 4925 mieszkańców z czego 10 było protestantami, a 495 wyznawała religię mojżeszową.
W latach 80. XIX wieku miasto liczyło wówczas 2172 ha i 68 arów powierzchni. Posiadało 270 102 złote majątku generując rocznie dochód w wysokości 22 553 zł, z którego miasto utrzymywało 9 urzędników, 16 osób służby oraz szkoły. Znajdowała się wówczas w mieście siedziba sądu powiatowego, apteka, szpital z 24 miejscami, dwie czteroklasowe szkoły – męska i żeńska, fabryki płótna, sukna, garbarnie i warsztaty garncarskie. W 1951 r., w setną rocznicę kanonizacji św. Jana z Kęt, odsłonięto na rynku jego pomnik autorstwa krakowskiego rzeźbiarza Edwarda Stehlika. W 1888 r. otwarto kęcki dworzec kolejowy, znajdujący się na linii Kalwaria Zebrzydowska – Bielsko.

### Okres międzywojenny i II wojna światowa

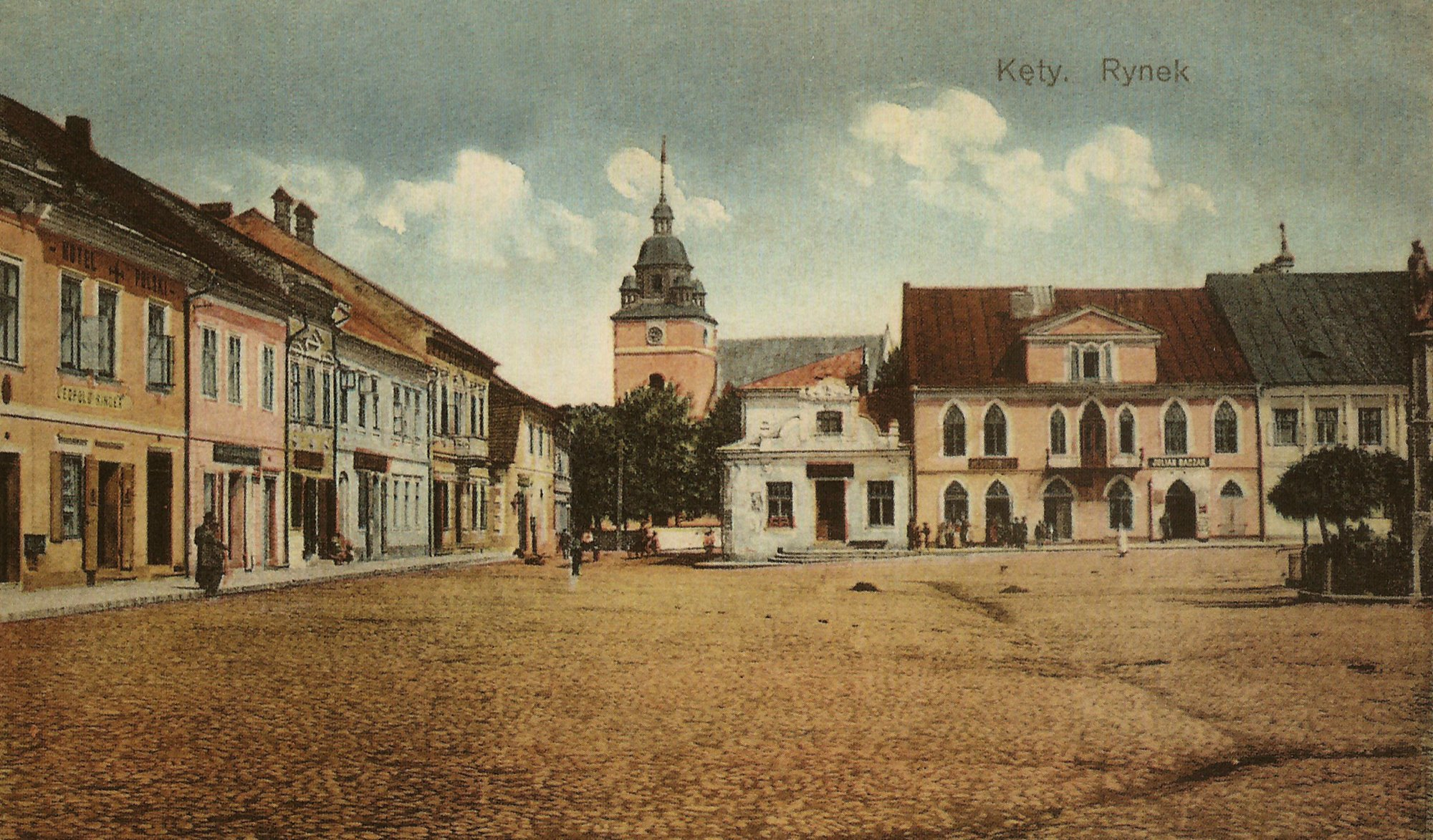
Rynek w Kętach w 1915 r.

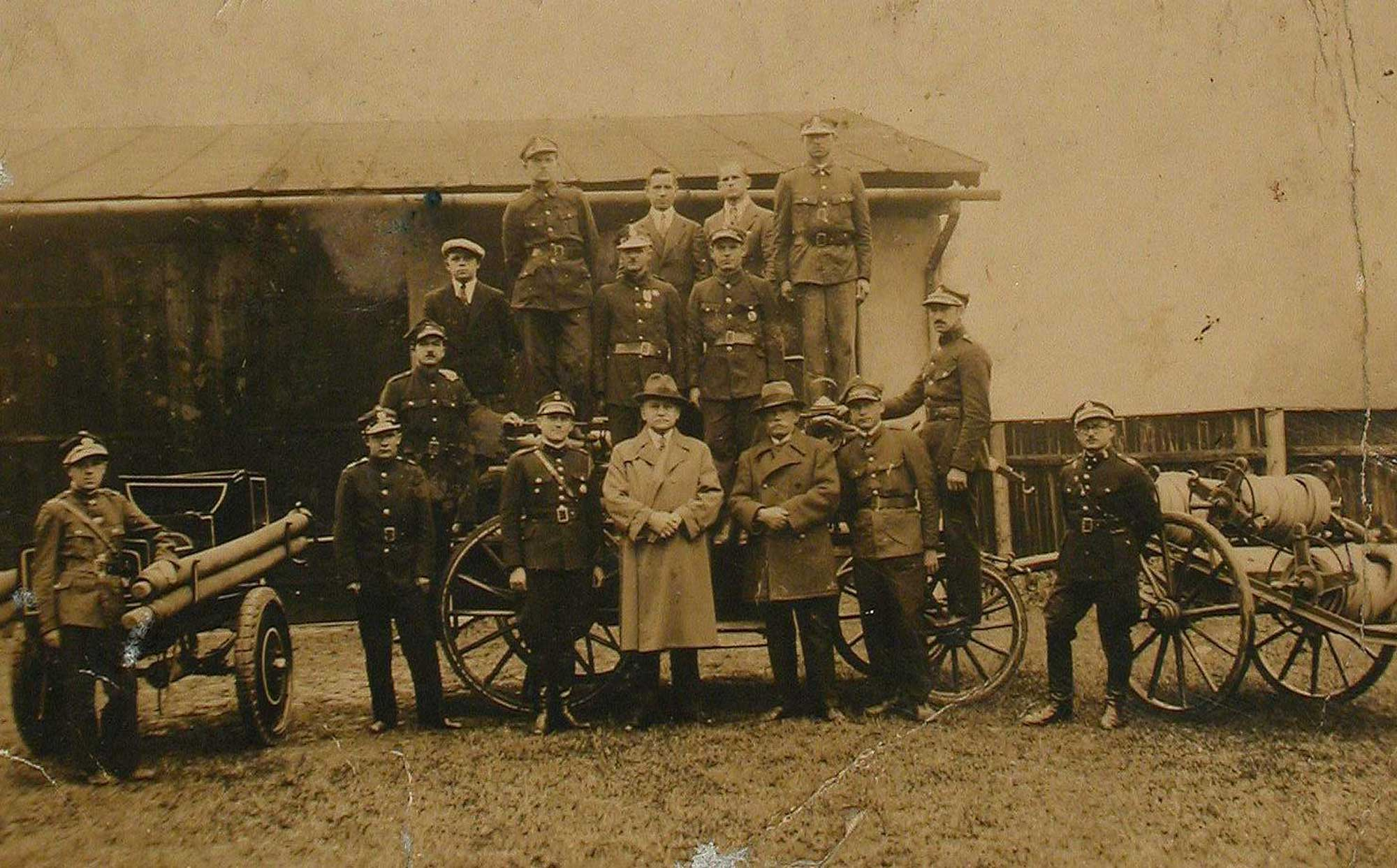
Ochotnicza Straż Pożarna w Kętach w 1934 r.

24 stycznia 1915 r. do Kęt przybyła I Brygada Legionów Polskich, dowodzona przez Józefa Piłsudskiego. Oddziały polskiego wojska przechodziły w Kętach reorganizację – przebywały w mieście do 28 lutego, po czym wymaszerowały w kierunku centralnej Polski. W 1918 roku Kęty zostały przyłączone do województwa krakowskiego.Dwudziestoletni okres polskiej niepodległości był w Kętach czasem rozwoju, który wyrażał się przede wszystkim powstaniem dużej ilości prywatnych firm i przedsiębiorstw produkcyjnych. Do istniejących wcześniej zakładów sukienniczych, które zostały wówczas rozbudowane i powiększone, dołączyły fabryka mebli i wyrobów skórzanych, miejska elektrownia, tartaki, około stu mniejszych warsztatów rzemieślniczych, 83 sklepy i 19 lokali gastronomicznych. W 1921 r. Kęty liczyły 5791 mieszkańców, w tym 329 narodowości żydowskiej, a do 1938 r. populacja miasta zwiększyła się do około 7000 osób. W 1929 r. przeprowadzono renowację kościoła i klasztoru reformatów, w 1930 r. kościoła parafialnego. W latach 30. XX w. władzom miasta udało się zorganizować kolejne gimnazjum i wznieść budynek szkoły przy ul. Kościuszki.
Okres szybkiego rozwoju Kęt w latach 20. i 30. XX w. został dramatycznie przerwany przez wybuch II wojny światowej. 4 września 1939 r. odbyła się Bitwa pod Rajskiem (okolice Oświęcimia), gdzie wojska piechoty i artylerii oraz trzy plutony oddziałów Obrony Narodowej – „Kęty”, „Brzeszcze” i „Oświęcim” pod dowództwem mjr. Piotra Ryby stoczyły przegraną walkę z pancernymi oddziałami Wehrmachtu. Tego samego dnia Kęty znalazły się pod okupacją niemiecką i ostatecznie zostały bezpośrednio włączone do III Rzeszy. W kwietniu 1940 r. rozpoczęły się masowe aresztowania, które objęły wszystkich mieszkańców Kęt pochodzenia żydowskiego (około 600 osób) oraz większość kęckiej inteligencji i osób mogących stanowić zagrożenie dla niemieckich władz okupacyjnych. We wsiach otaczających miasto, szczególnie tych położonych między Kętami a Żywcem, hitlerowcy przeprowadzili masowe akcje wysiedleń mieszkańców, znane jako akcja Saybusch. W czasie wojny zniszczeniu uległo kilka budynków w mieście, w tym synagoga. Niemcy zajęli klasztor Zmartwychwstanek i przeznaczyli go na szpital. Od 1942 r. w okolicy Kęt działał oddział partyzancki Armii Krajowej. 28 stycznia 1945 r. miasto zostało zajęte przez oddziały 60 Armii 1 Frontu Białoruskiego, co zakończyło ponad pięcioletni okres okupacji niemieckiej. Wycofujący się Niemcy wysadzili most na Sole w Podlesiu.

### Okres powojenny

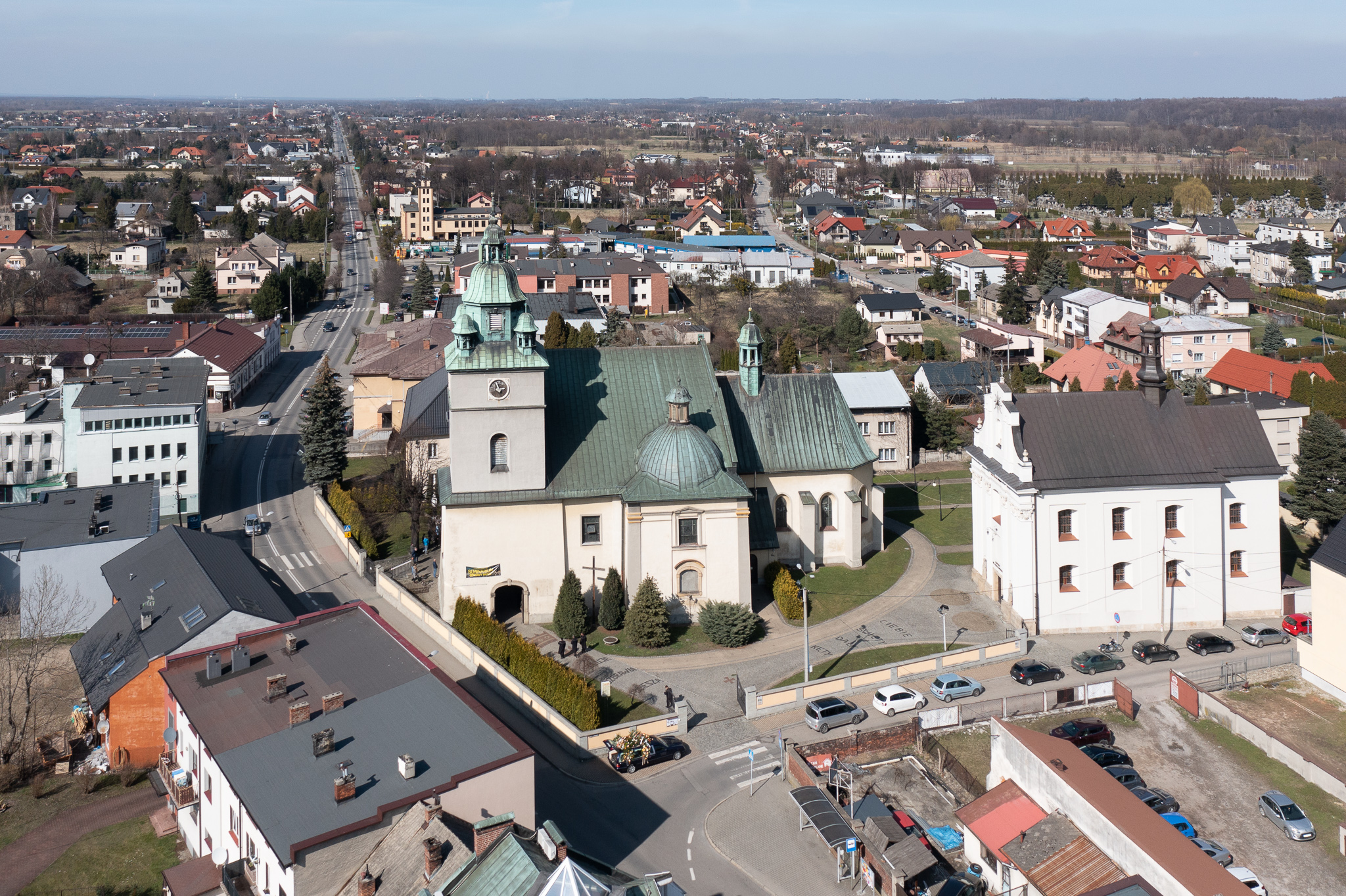
Kościół Św. Małgorzaty i Katarzyny w Kętach

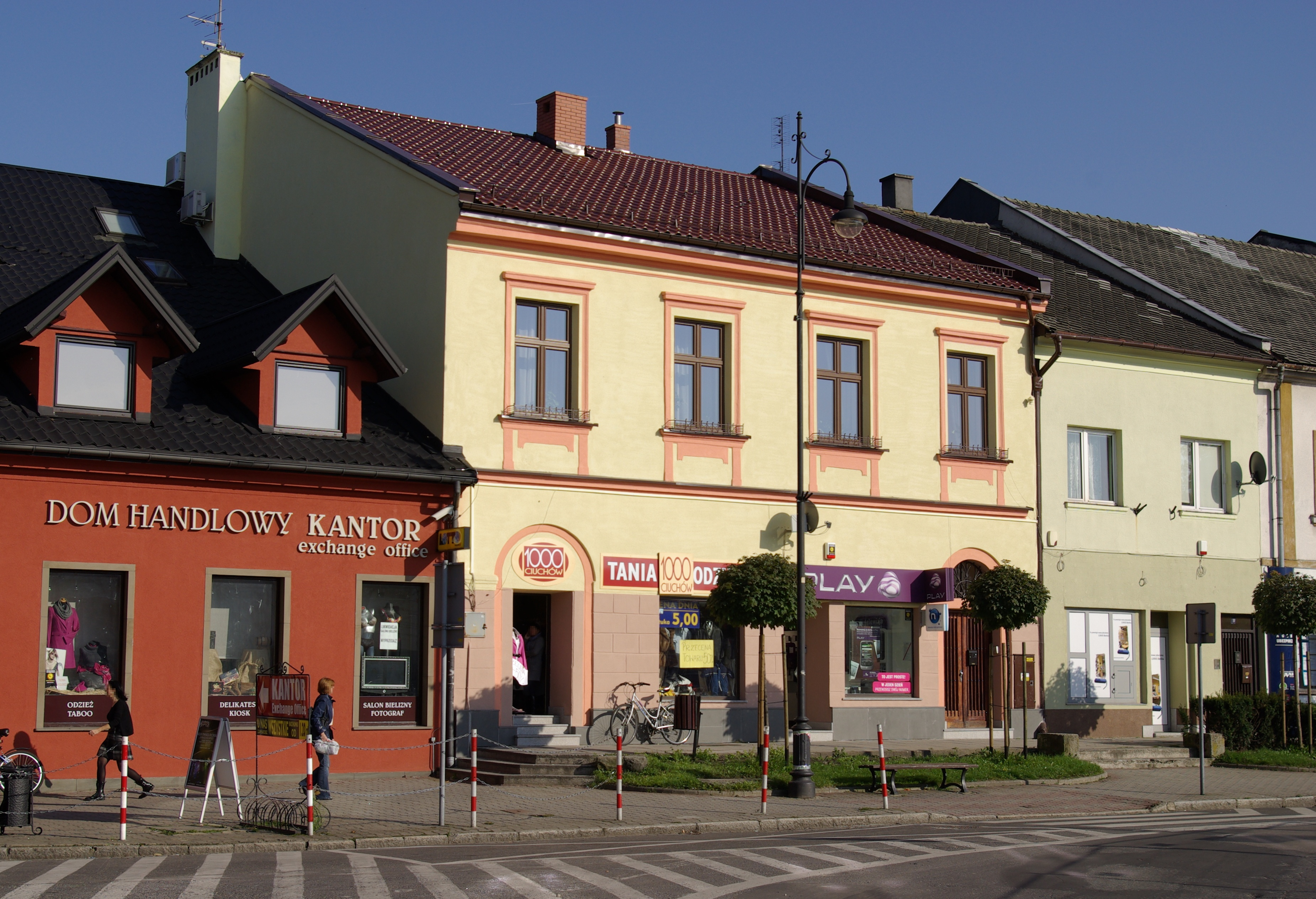
Zabytkowa kamienica przy Rynku

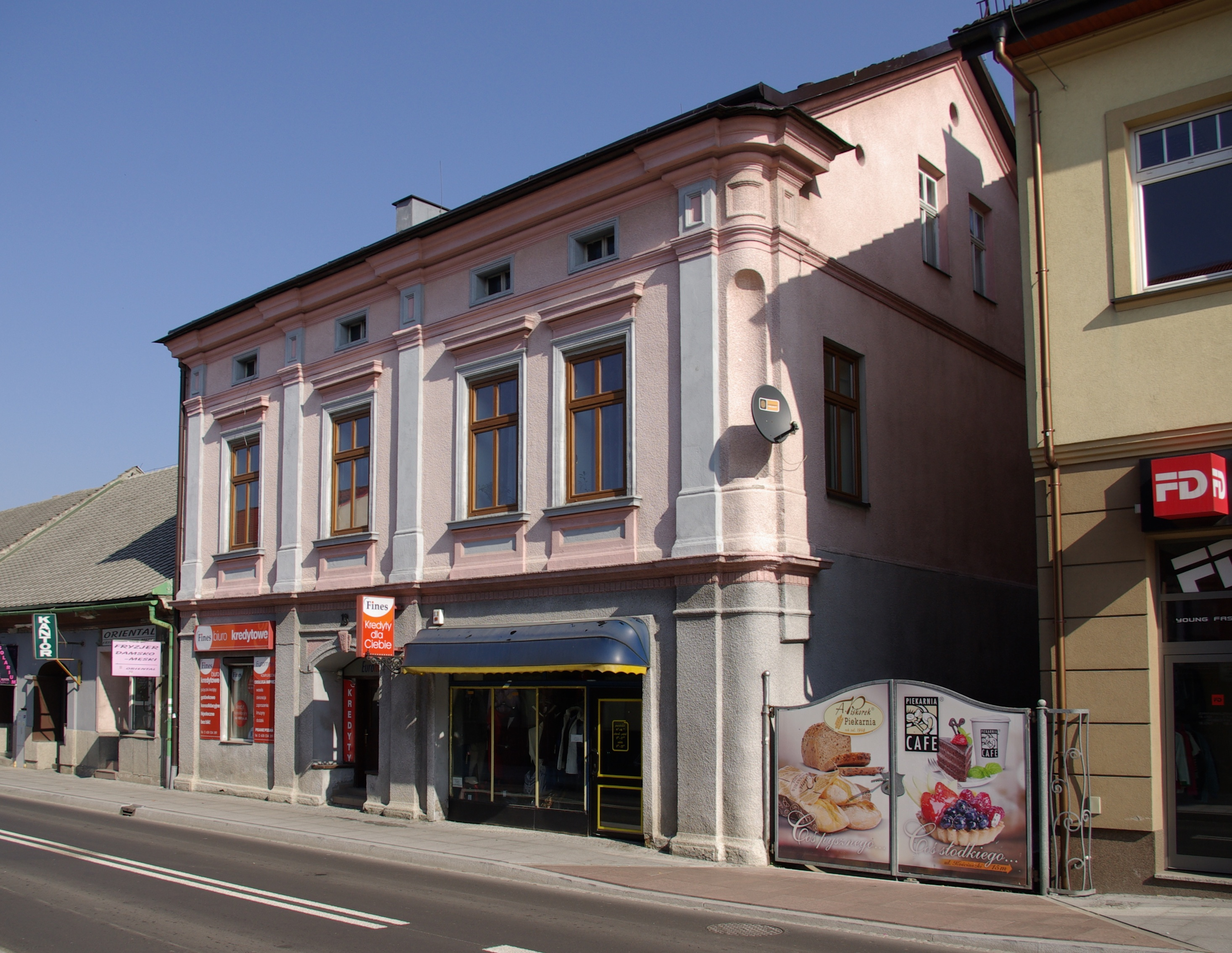
Zabytkowa kamienica przy ul. Kościuszki

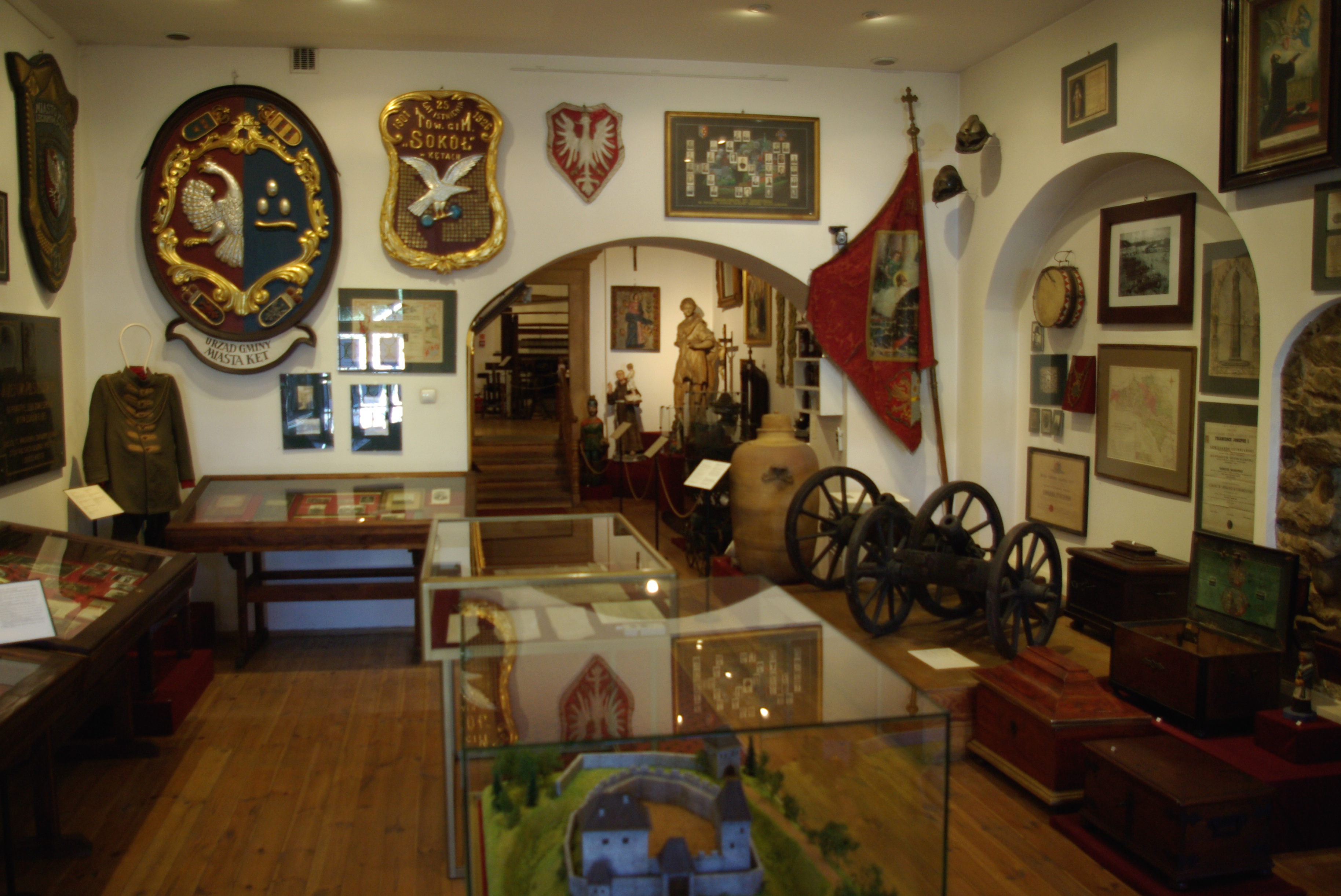
Wnętrze Muzeum im. Aleksandra Kłosińskiego

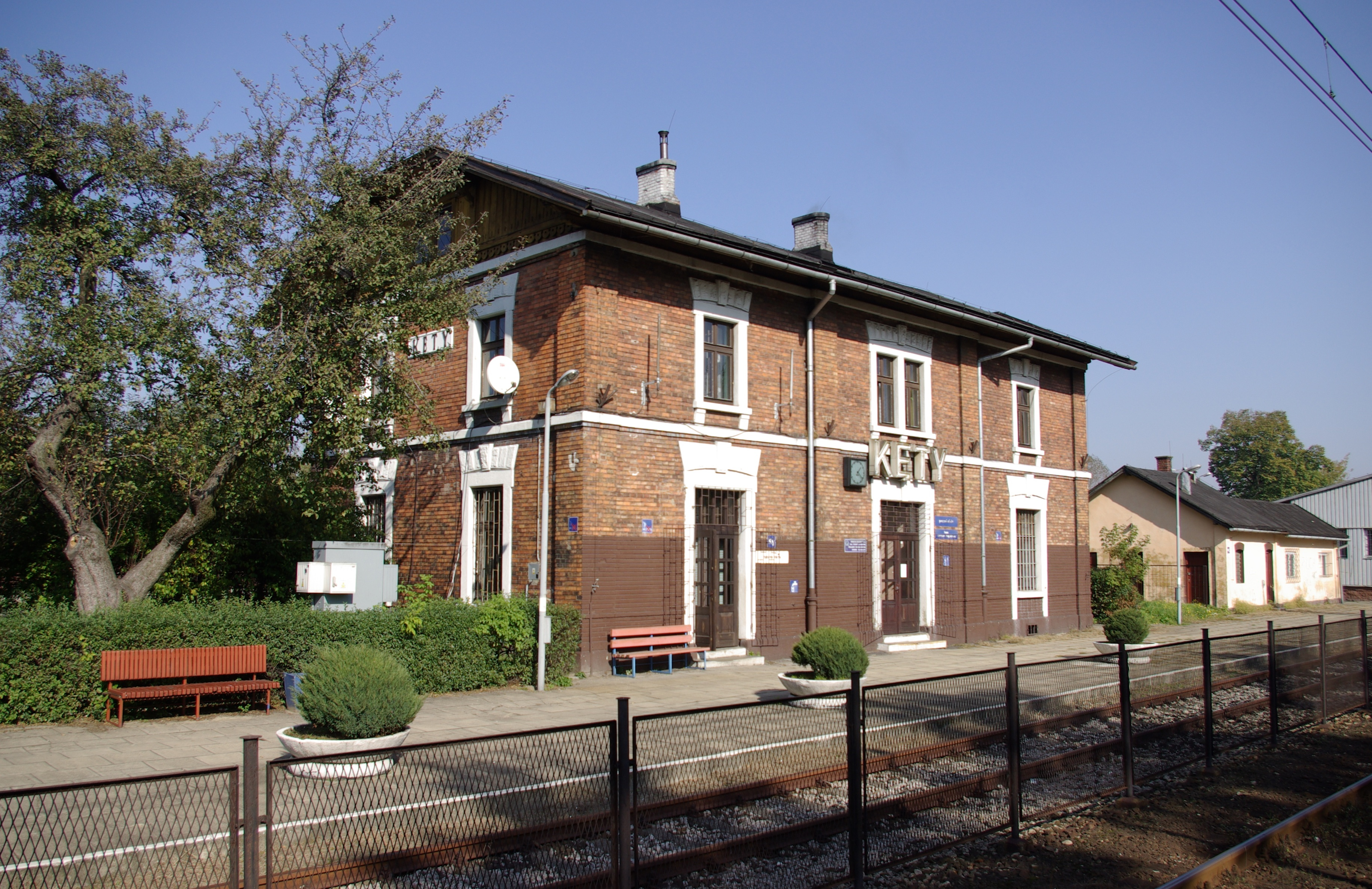
Dworzec kolejowy w Kętach

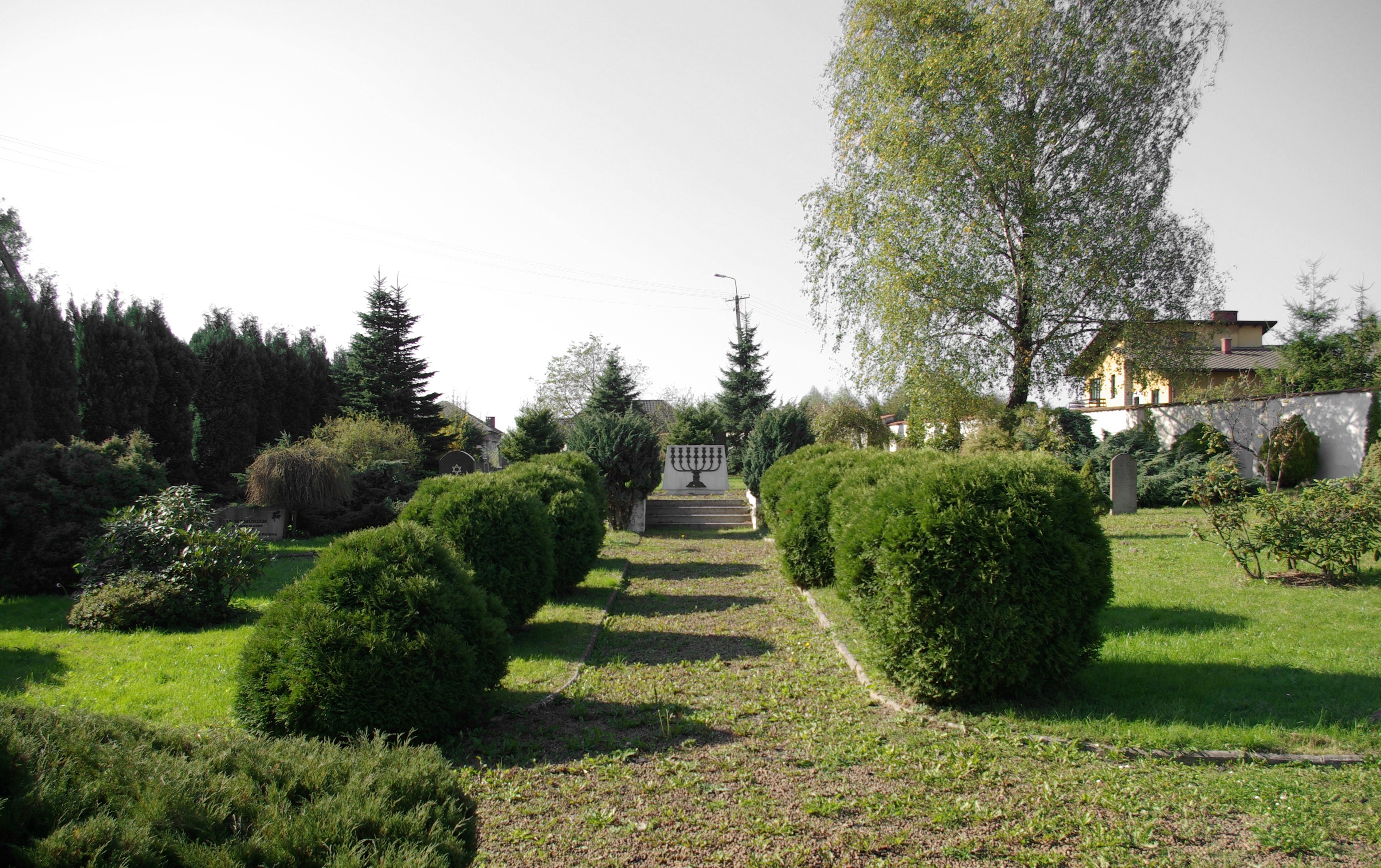
Cmentarz żydowski w Kętach

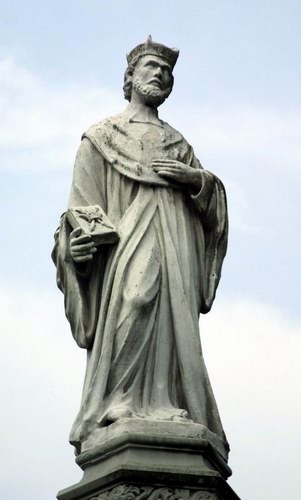
Święty Jan Kanty na rynku w Kętach

Po 1945 r. Kęty rozbudowywały się jako lokalny ośrodek miejski posiadający niewielkie zakłady przemysłowe. Kęckie przedsiębiorstwa funkcjonujące we wczesnym okresie PRL były w większości znacjonalizowanymi zakładami produkcyjnymi istniejącymi tu przed wojną. Podobnie kontynuowały swoją działalność placówki edukacyjne – szkoły podstawowe i średnie. Znaczącą zmianą w funkcjonowaniu miasta było utworzenie w 1953 r. Zakładów Metali Lekkich „Kęty”, które pierwotnie działy jako walcownia folii aluminiowej, w późniejszych latach rozszerzając zakres produkcji. Przedsiębiorstwo to znane jest obecnie jako Grupa Kęty. Rozwój przemysłu w Kętach pociągnął za sobą powiększenie miasta o nowe osiedla mieszkaniowe położone na południowy zachód od rynku, w pobliżu Soły. Od kilku dziesięcioleci liczba mieszkańców Kęt zbliżona jest do 19 tys.

### Żydzi w Kętach
Z 1863 r. pochodzi pierwsza wzmianka o mieszkańcach Kęt narodowości żydowskiej, który stanowili wówczas niewielki odsetek mieszkańców – w 1871 r. było to 66 osób, w 1900 roku – 42. Społeczność kęckich Żydów zwiększyła się do 330 osób w czasach po odzyskaniu przez Polskę niepodległości. Podlegali oni administracyjnie gminie wyznaniowej w Białej – Lipniku. W Kętach działała duża społeczność Żydów wyznających judaizm reformowany, założyli oni Stowarzyszenie Postępowe Rytualno – Religijne „Anszei Emes” („Mężowie Prawdy”) i modlili się we własnej synagodze, która działała przy ul. Krakowskiej 2 i której budynek istnieje do dzisiaj. Synagoga ortodoksyjna istniała przy ul. Kazimierza Wielkiego.
W czasie II wojny światowej Żydzi zostali umieszczeni przez Niemców w getcie, które zorganizowano w Nowej Wsi w domach, z których wysiedlono miejscową ludność polską. Stamtąd po kilku miesiącach, podobnie jak przedstawicieli inteligencji, wywieziono ich do niemieckiego obozu koncentracyjnego Auschwitz. Wojnę przeżyło tylko kilku kęckich Żydów.

## Demografia
Piramida wieku mieszkańców Kęt w 2014 roku:

## Zabytki
Zabytki w Kętach wpisane do rejestru:
- układ urbanistyczny (nr rej. A-464 z 26.11.1986)
- zespół kościelny przy ul. Mickiewicza 4, z kościołami św.św. Małgorzaty i Katarzyny i św. Jana Kantego (nr rej. A-462 i A-463 z 25.11.1986)
- zespół klasztorny klarysek przy ul. Kościuszki 6 (nr rej.: A-581/88 z 27.08.1988)
- zespół klasztorny reformatów przy ul. Klasztornej 1 (nr rej. A-467 z 18.12.1986)
- cmentarz komunalny przy ul. Mickiewicza (nr rej. A-864/M z 23.01.1990 i z 1.07.2014)
- cmentarz żydowski (nr rej. A-651/90 z 16.01.1990)
- kamienica ul. Krakowska 3, dawna poczta konna (nr rej. A-588/88 z 28.11.1988)
- kamienica przy Rynku 16 (nr rej. A-567/94 z 4.10.1994)
- kamienica przy Rynku 25 (nr rej. A-694/93 z 10.12.1993)

## Gospodarka
Miasto posiada dobrze rozwinięty przemysł, funkcjonuje kilka dużych przedsiębiorstw zajmujących się produkcją i obróbką metali nieżelaznych. Działają też firmy zajmujące się przemysłem spożywczym, maszynowym i drzewnym. W Kętach działa miejska spółka transportu autobusowego – MZK Kęty.

## Transport

### Drogowy
52 DK 52: Bielsko Biała - Kęty - Andrychów - Wadowice - Kalwaria Zebrzydowska - Głogoczów 7
948 DW 948: Oświęcim - Kęty - Żywiec 949
- 1816K Kęty - Witkowice - Osiek[28]

### Kolejowy
Kęty posiadają dwa przystanki kolejowe:
- Kęty Podlesie
- Kęty[29]

## Osiedla
- Osiedle 700-lecia
- Osiedle Nad Sołą
- Osiedle Kardynała Stefana Wyszyńskiego
- Osiedle Władysława Sikorskiego
- Osiedle Tadeusza Kościuszki
- Osiedle Zachodnie
- Osiedle Kamieniec
- Osiedle Dębowe
- Osiedle Miodowe
- Osiedle Leśne
- Osiedle Batalionów Chłopskich
- Osiedle płk. Królickiego
- Osiedle Wrzosowe

## Edukacja
- W II Rzeczypospolitej istniało Państwowe Liceum i Gimnazjum w Kętach, które w 1939 otrzymało nazwę Państwowe Liceum i Gimnazjum im. Kpt. Franciszka Pększyca Grudzińskiego w Kętach[30].
- Publiczne Przedszkole Sióstr Zmartwychwstanek im. bł. Matki Celiny Borzęckiej
- Szkoła Podstawowa nr 1 im. św. Jana Kantego
- Szkoła Podstawowa nr 2 im. Bohaterów Monte Cassino
- Szkoła Podstawowa nr 3 w Kętach-Podlesiu im. Bohaterów Westerplatte
- Powiatowy Zespół nr 9 Szkół im. Marii Dąbrowskiej w Kętach
- Powiatowy Zespół nr 10 Szkół Mechaniczno-Elektrycznych im. M. Kopernika
- Powiatowy Zespół nr 11 Szkół Ogólnokształcących im. St. Wyspiańskiego
- Centrum Kształcenia Dorosłych w Kętach

## Wspólnoty wyznaniowe
Większość mieszkańców miasta stanowią katolicy. Na terenie Kęt działalność religijną prowadzą następujące Kościoły i związki wyznaniowe:
- Kościół rzymskokatolicki:
  - parafia Najdroższej Krwi Pana Naszego Jezusa Chrystusa
  - parafia Najświętszego Serca Pana Jezusa
  - parafia Świętych Małgorzaty i Katarzyny
- Kościół Chrześcijan Baptystów w RP:
  - zbór w Kętach
- Świadkowie Jehowy:
  - zbór Kęty (Sala Królestwa ul. Legionów 60)[31]

## Ludzie związani z miastem
W czerwcu 1936 rada miejska Kęt przyznała honorowe obywatelstwo miasta dr. Władysławowi Dziewońskiemu i Janowi Adamskiemu.

## Sport
- MKS Tempo Kęty
- KKS Hejnał Kęty
- T.S Hejnał Kęty - wychowankowie: Paweł Moskwik
- UKS Sokół Kęty[33] – wychowankowie: Przemysław Niemiec, Adrian Honkisz;
- Parafialno-Uczniowski Klub Sportowy
- Uczniowski Międzyszkolny Klub Sportowy „Kęczanin” Kęty
- OSIR (Kryta pływalnia, Hala sportowa)
- Małopolski Klub Taekwondo „Yong”

## Współpraca
Miejscowości partnerskie:
- Courcelles, Belgia (20.10.2017)
- Keť, Słowacja (2016)
- Kéty, Węgry (2016)
- Rajec, Słowacja (26.07.2012)
- Turzovka, Słowacja (26.11.2003)